# Конельська Попівка
Коне́льська Попі́вка — село в Україні, в Жашківській міській громаді Уманського району Черкаської області. Розташоване на лівому березі річки Конела (притока Гірського Тікичу) за 30 км на південь від міста Жашків та за 10 км від автошляху М05. Населення становить 755 осіб.

## Історія
У селі виявлено залишки поселення доби пізньої бронзи та черняхівської культури. Перша згадка про село датована 1775 роком, але засноване воно було значно раніше.
Першими поселенцями були селяни-втікачі, що залюднювали постійно спустошуваний український лісостеп.
Назва села пов'язана з назвою сусіднього населеного пункту Конели (Конелкою називається й річка, яка протікає повз село). А от Конела виникла у першій половині XII ст. і називалася Куніллю, що означає «материнське послання». Його дочірні села — Конельські Хутори, Конельська Попівка, Юстиград, Безпечна, Цимерманівка. У фіскальних переписах 1775, 1778, 1784 та 1787 років серед населених пунктів Конельської округи постійно згадується село Попівка. Та офіційну назву Конельська Попівка, що означала «попова власність», воно отримало пізніше.
У «Сказаннях про населені місцевості Київської губернії» 1864 року Лаврентия Похилевича йдеться:

«Конельская Поповка, село на правой стороне реки Конелы, в 2-х верстах выше Загайполя. Жителей обоего пола — 824, земли — 1794 десятины. Принадлежат Людовику Андреевичу Жолынскому.
Церковь Ильинская, деревянная, 7-го класса, земли имеют 48 десятин, построена
1787 года».

У кінці XIX століття село було центром волості.
Село постраждало внаслідок геноциду українського народу, проведеного окупаційним урядом СССР 1932—1933 та 1946–1947 роках.
Під час голодомору 1932—1933 років померло 185 жителів села.
У 1937 році — репресовано 16 чоловік.
217 мешканців села брали участь у боях радянсько-німецької війни, 131 з них загинули, 150 нагороджені орденами й медалями. На їх честь в селі в 1965 році споруджено обеліск Слави. В 1964 році встановлено пам'ятник воїнам, які загинули в боях під час відвоювання села. Є також пам'ятник жертвам голодомору.
Станом на 1972 рік в селі мешкало 1 260 чоловік, тут розміщувалась центральна садиба колгоспу «Червона зірка», за яким було закріплено 1 884,3 га сільськогосподарських угідь, у тому числі 1 794,2 га орної землі. В господарстві вирощували зернові і технічні культури, було розвинуте м'ясо-молочне тваринництво. Колгосп спеціалізувався на виробництві яєць. Працювали млин, крупорушка, пилорама, столярно-теслярська майстерня. Також на той час працювали середня школа, будинок культури, 2 бібліотеки з фондом 11 тисяч книг, фельдшерсько-акушерський пункт з пологовим відділенням, дитячі ясла, відділення зв'язку, три магазини, філія ощадкаси.

## Сучасність
На території села функціонують загальноосвітня школа I—III ступенів, будинок культури, бібліотека, фельдшерсько-акушерський пункт, три магазини, відділення зв'язку, АТС, РТВ, музей, стадіон, кількість дворів — 416.

## Галерея

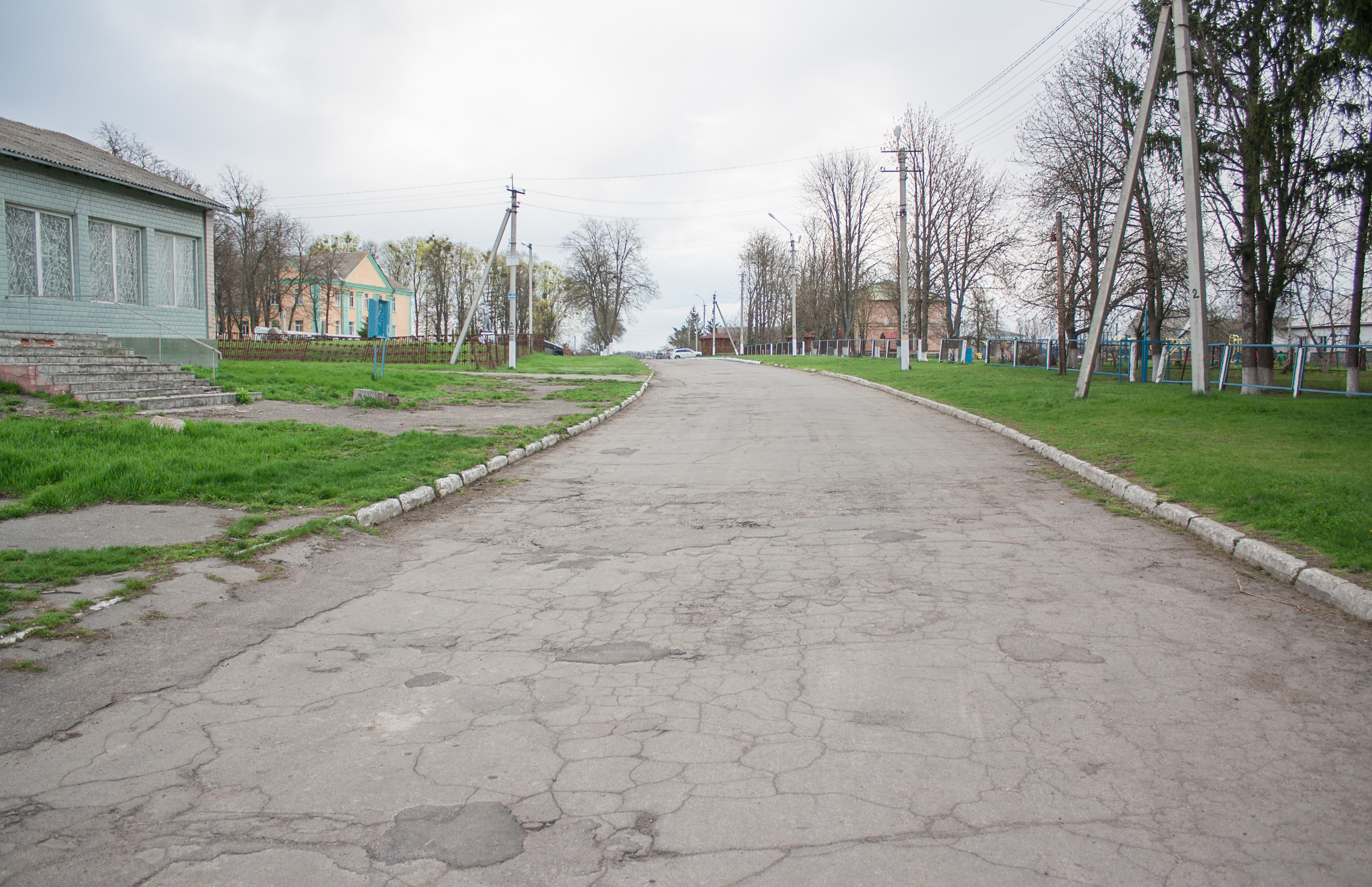
Вулиця Центральна
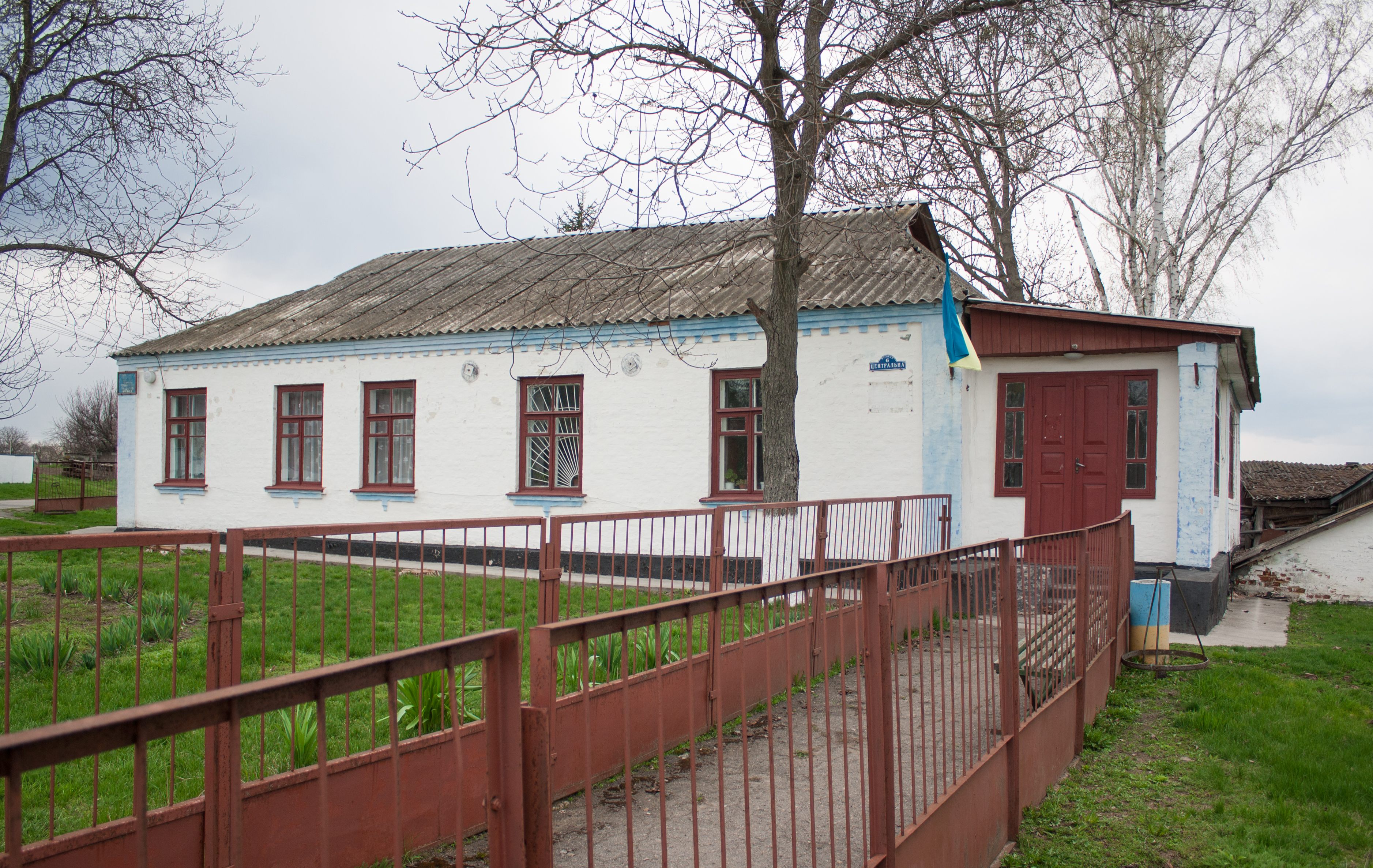
Сільська рада і фельдшерський пункт
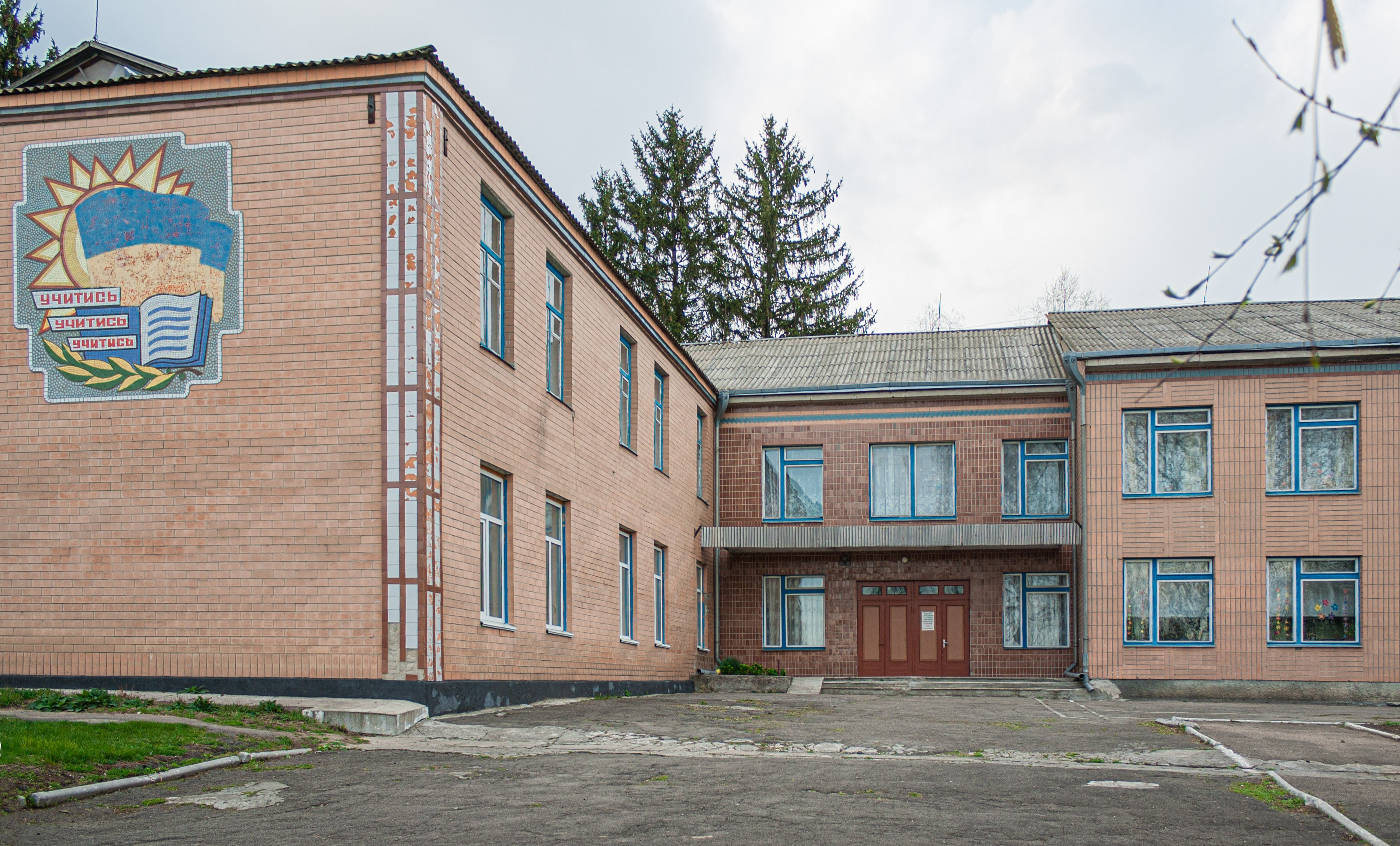
Школа
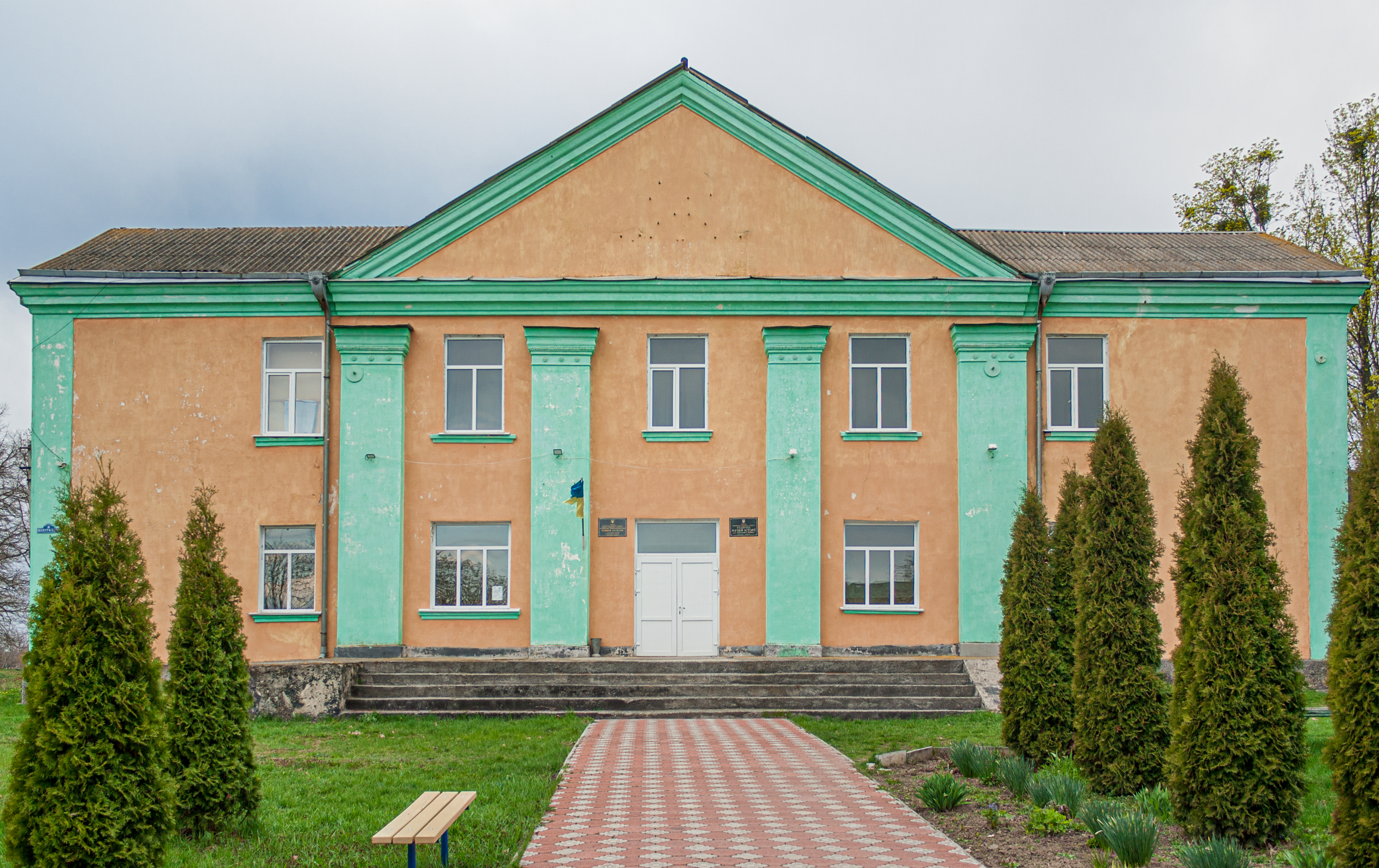
Будинок культури
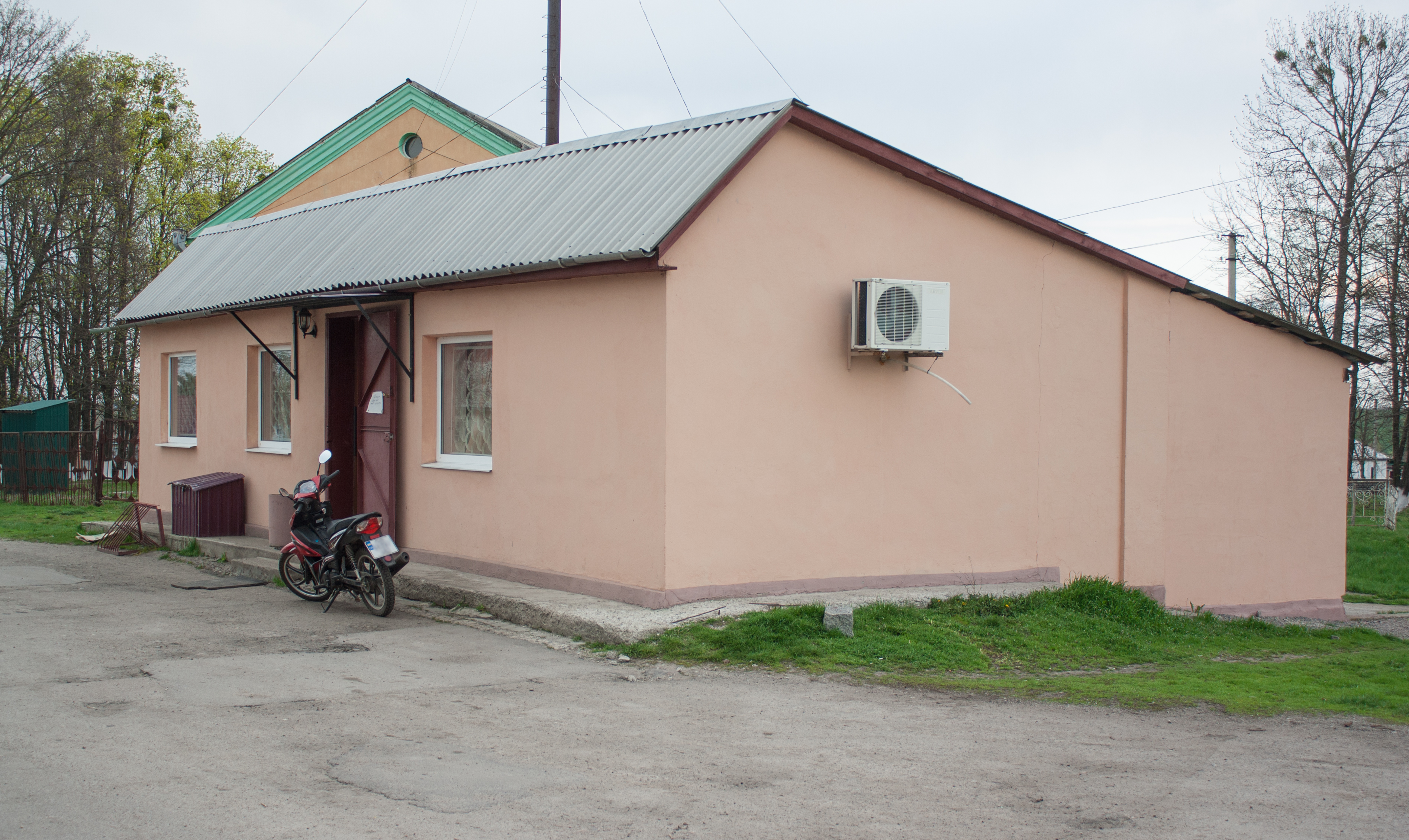
Магазин
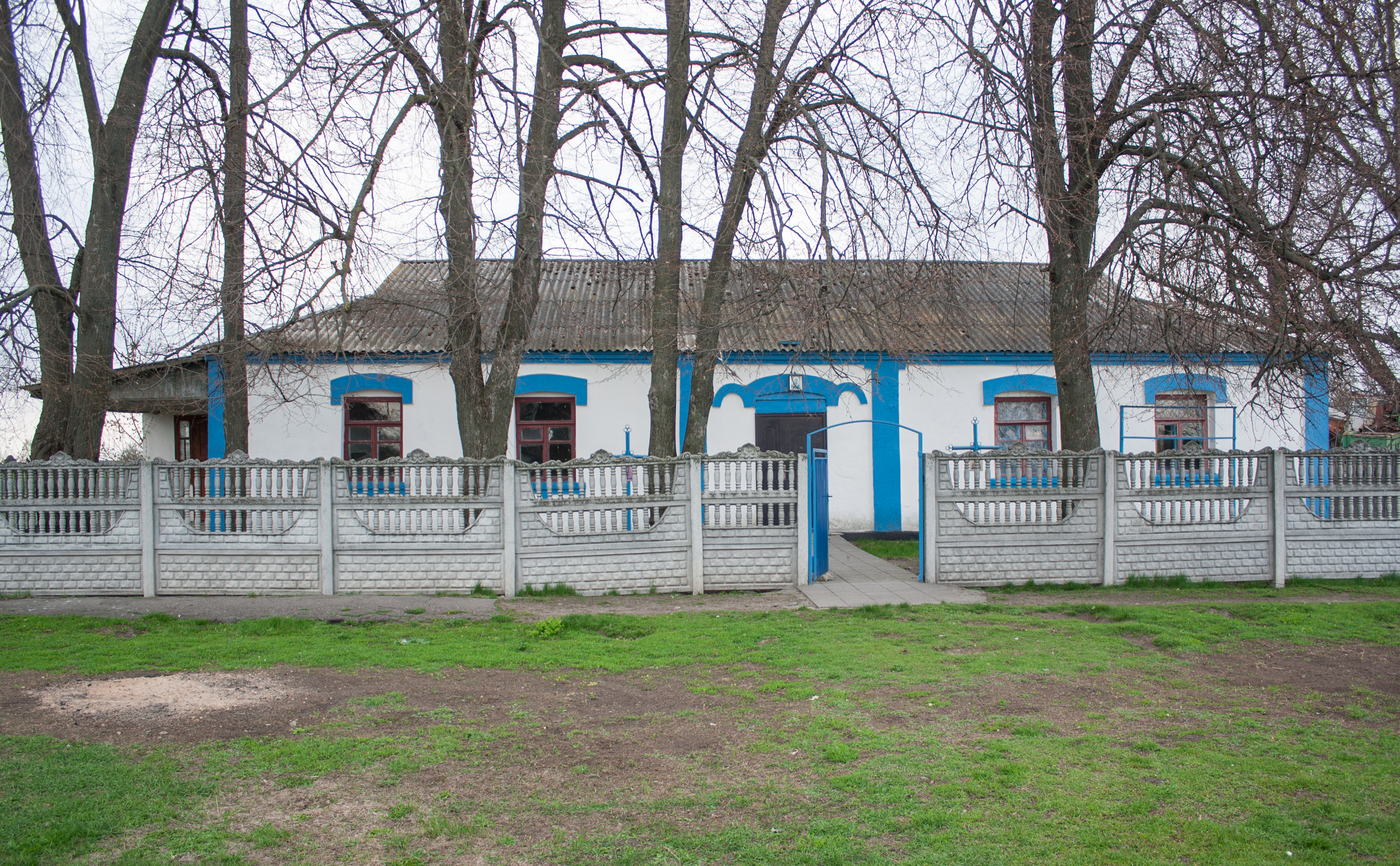
Церква
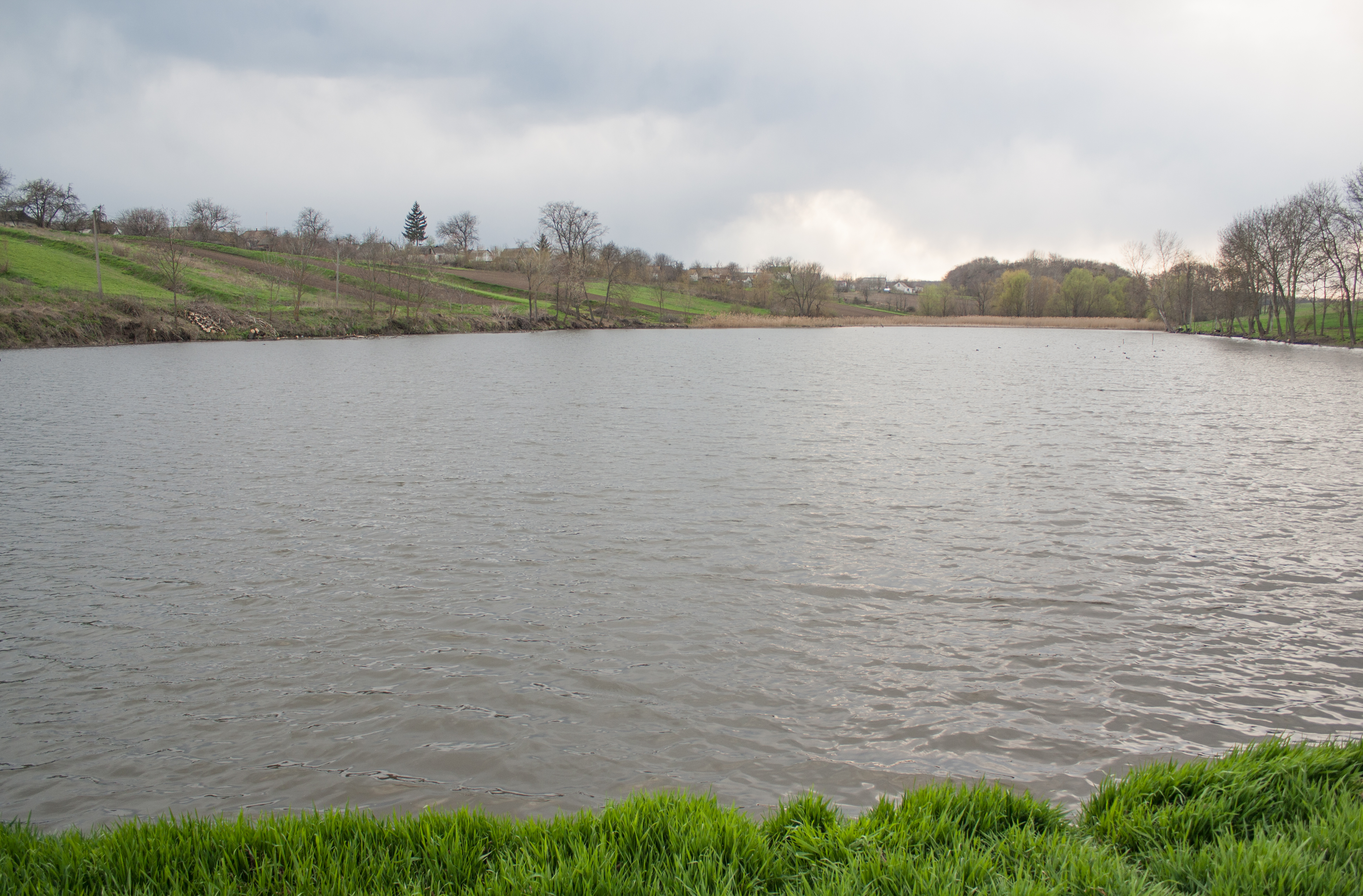
Ставок
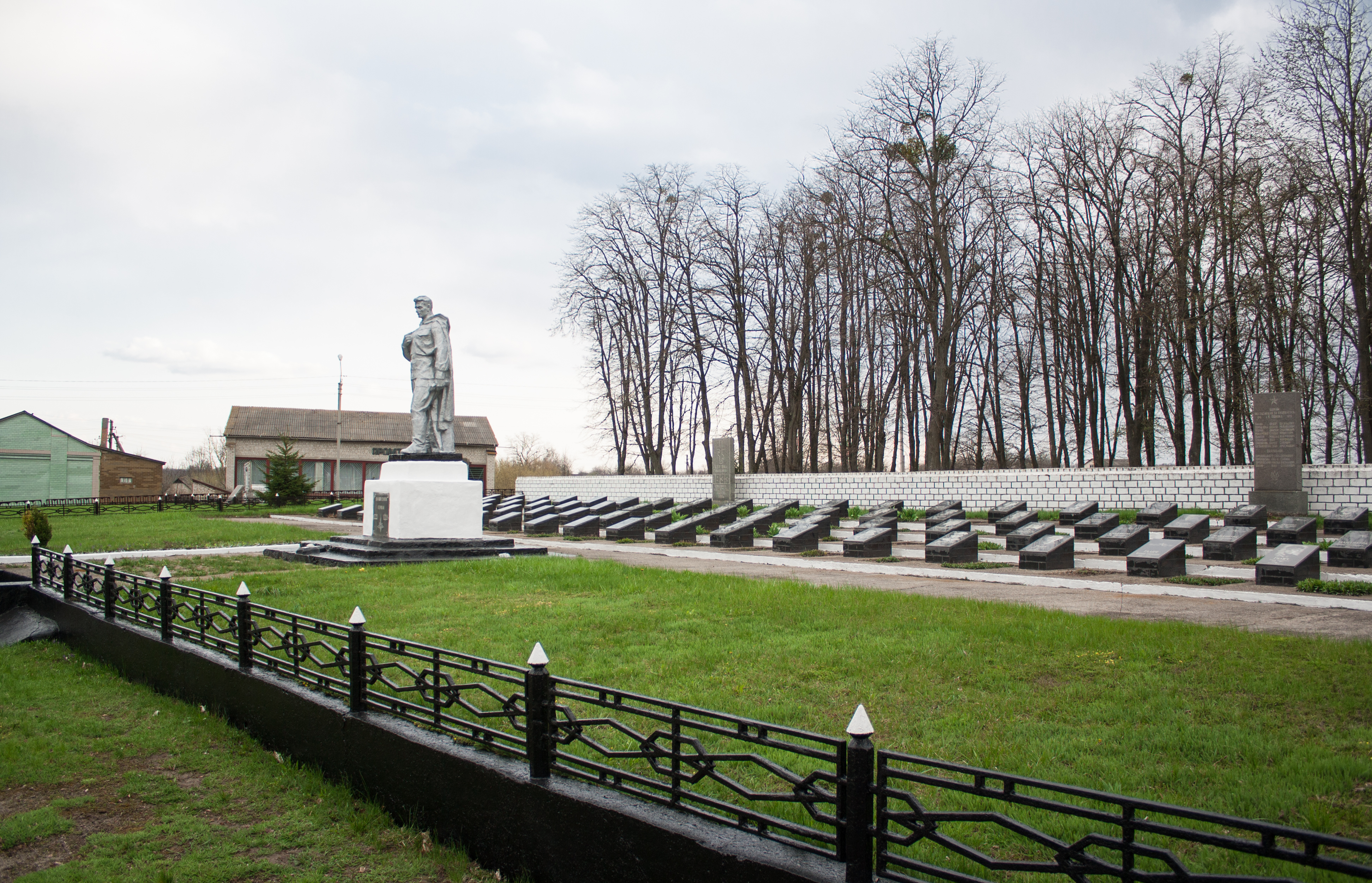
Меморіал Слави
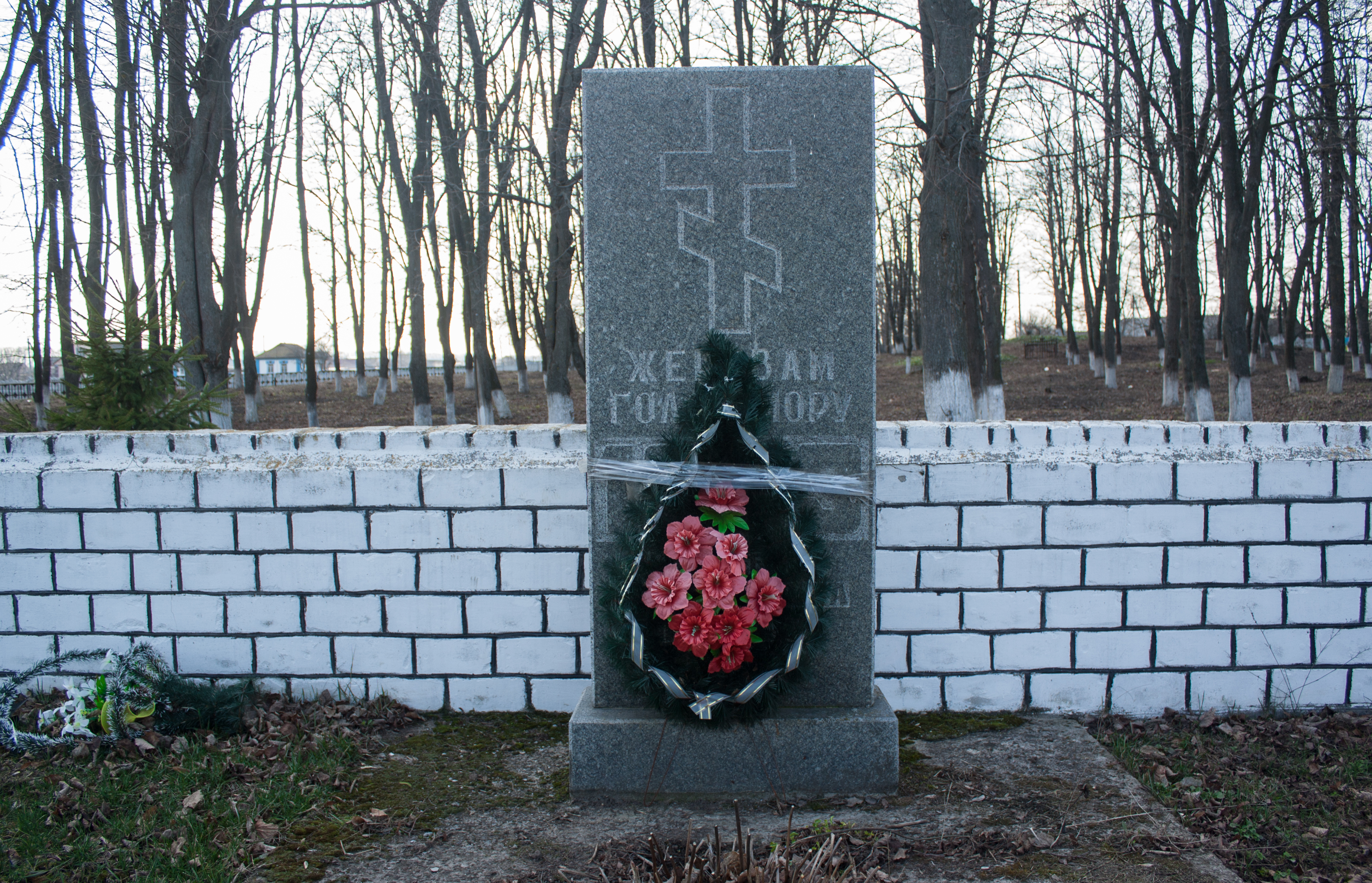
Пам'ятний знак жертвам Голодомору

### Ресурси інтернету
- Конельська Попівка — відео про село та зйомки з висоти квадрокоптером [Архівовано 22 березня 2022 у Wayback Machine.]
- Конельська Попівка на who-is-who.com.ua[недоступне посилання з липня 2019]
- Konelska Popówka // Słownik geograficzny Królestwa Polskiego. — Warszawa : Druk «Wieku», 1883. — Т. IV. — S. 327. (пол.)